# (611) Valeria
(611) Valeria es un asteroide que forma parte del cinturón de asteroides y fue descubierto por Joel Hastings Metcalf desde el observatorio de Taunton, Estados Unidos, el 24 de septiembre de 1906.

## Designación y nombre
Valeria fue designado inicialmente como 1906 VL.
Se desconoce la razón del nombre.

## Características orbitales
Valeria orbita a una distancia media del Sol de 2,979 ua, pudiendo alejarse hasta 3,334 ua. Su inclinación orbital es 13,44° y la excentricidad 0,1192. Emplea en completar una órbita alrededor del Sol 1878 días.